# San Pedro del Arroyo
San Pedro del Arroyo – gmina w Hiszpanii, w prowincji Ávila, w Kastylii i León, o powierzchni 18,55 km². W 2011 roku gmina liczyła 471 mieszkańców.